# World Port Tournament 1999
Het World Port Tournament 1999 was een honkbaltoernooi gehouden in Rotterdam van 25 juni tot en met 4 juli 1999.
De deelnemende teams waren Taiwan, Nederland, de Sullivans en Cuba (titelverdediger).
Elk team speelde twee keer tegen elk ander team. De nummers één en twee speelden de finale. De nummers drie en vier speelden de wedstrijd voor de bronzen medaille.

## Wedstrijdprogramma
| Taiwan    | Nederland | 0-3  |            |
| Cuba      | Taiwan    | 3-2  |            |
| Sullivans | Nederland | 5-6  |            |
| Nederland | Cuba      | 8-3  |            |
| Taiwan    | Sullivans | 3-2  |            |
| Sullivans | Cuba      | 8-11 |            |
| Sullivans | Taiwan    | 11-9 | 11 innings |
| Cuba      | Nederland | 5-2  |            |
| Cuba      | Sullivans | 9-1  |            |
| Nederland | Taiwan    | 1-2  | 11 innings |
| Taiwan    | Cuba      | 4-3  |            |
| Nederland | Sullivans | 6-9  |            |

## Stand in de poule
| 1. | Cuba      |
| 2. | Nederland |
| 3. | Taiwan    |
| 4. | Sullivans |

## Wedstrijd om de bronzen medaille
| Taiwan | Sullivans | 6-7 |

## Finale
| Cuba      | Nederland | 2-14 | 7 innings |
| Nederland | Cuba      | 1-4  |           |
| Cuba      | Nederland | 2-3  | 7 innings |

| Kampioen: NEDERLAND (2de titel) |

## Persoonlijke prijzen
- Beste slagman: Jamie Abbgy (Sullivans)
- Beste pitcher: Orlando Stewart (Nederland)
- Homerun King: Mike Davies (Sullivans)
- Meest waardevolle speler: Binnenveld Nederland
- Meest populaire speler: Ryan Pond (Sullivans)

1985 · 1987 · 1989 · 1991 · 1993 · 1995 · 1997 · 1999 · 2001 · 2003 · 2007 · 2009 · 2011 · 2013 · 2015 · 2017 · 2019